# ميرتل إدواردز
ميرتل إدواردز (7 يونيو 1921 في أستراليا - 30 أغسطس 2010) (بالإنجليزية: Myrtle Edwards)‏ هي لاعبة كريكت أسترالية. شاركت مع منتخب أستراليا الوطني للكريكت.

## وصلات خارجية
- ميرتل إدواردز على موقع إي آس بي آن كريك إنفو (الإنجليزية)